# Rivalità cestistica Cantù-Varese
La rivalità cestistica Cantù-Varese, colloquialmente detto derby Cantù-Varese, è la definizione sotto cui ricade ogni incontro cestistico che vede contrapposte le formazioni della Pallacanestro Cantù e della Pallacanestro Varese.
Pur non essendo una stracittadina nel senso stretto del termine, costituisce una delle maggiori rivalità sportive della Lombardia, contrapponendo due città, Cantù e Varese, distanti circa 30 km. 

## Risultati
Di seguito è riportato l'elenco dei risultati negli incontri ufficiali tra Cantù e Varese. Dati aggiornati al 26 maggio 2023.
| N   | Stagione | Competizione            | Data              | Squadra in casa                   | Risultato         | Squadra in trasferta    |
| --- | -------- | ----------------------- | ----------------- | --------------------------------- | ----------------- | ----------------------- |
| 1   | 1954–55  | Serie A                 | 1954              | Storm Varese                      | 60 – 53           | Milenka Cantù           |
| 2   | 1954–55  | Serie A                 | 17 aprile 1955    | Milenka Cantù                     | 62 – 42           | Storm Varese            |
| 3   | 1956–57  | Elette                  | 1956              | Ignis Varese                      | 80 – 69           | Oransoda Cantù          |
| 4   | 1956–57  | Elette                  | 1957              | Oransoda Cantù                    | 67 – 49           | Ignis Varese            |
| 5   | 1957–58  | Elette                  | 1957              | Ignis Varese                      | 80 – 81           | Oransoda Cantù          |
| 6   | 1957–58  | Elette                  | 12 gennaio 1958   | Oransoda Cantù                    | 64 – 74           | Ignis Varese            |
| 7   | 1958–59  | Elette                  | 14 dicembre 1958  | Ignis Varese                      | 75 – 64           | Levissima Cantù         |
| 8   | 1958–59  | Elette                  | 1959              | Levissima Cantù                   | 75 – 72           | Ignis Varese            |
| 9   | 1959–60  | Elette                  | 27 settembre 1959 | Levissima Cantù                   | 72 – 63           | Ignis Varese            |
| 10  | 1959–60  | Elette                  | 1960              | Ignis Varese                      | 102 – 72          | Levissima Cantù         |
| 11  | 1960–61  | Elette                  | 1960              | Ignis Varese                      | 81 – 64           | Levissima Cantù         |
| 12  | 1960–61  | Elette                  | 1961              | Levissima Cantù                   | 79 – 84           | Ignis Varese            |
| 13  | 1961–62  | Elette                  | 1961              | Levissima Cantù                   | 90 – 76           | Ignis Varese            |
| 14  | 1961–62  | Elette                  | 1962              | Ignis Varese                      | 85 – 70           | Levissima Cantù         |
| 15  | 1962–63  | Elette                  | 1962              | Ignis Varese                      | 93 – 81           | Levissima Cantù         |
| 16  | 1962–63  | Elette                  | 1963              | Levissima Cantù                   | 70 – 100          | Ignis Varese            |
| 17  | 1963–64  | Elette                  | 1963              | Ignis Varese                      | 81 – 77           | Levissima Cantù         |
| 18  | 1963–64  | Elette                  | 1964              | Levissima Cantù                   | 66 – 76           | Ignis Varese            |
| 19  | 1964–65  | Elette                  | 1964              | Ignis Varese                      | 77 – 49           | Levissima Cantù         |
| 20  | 1964–65  | Elette                  | 1965              | Levissima Cantù                   | 84 – 96           | Ignis Varese            |
| 21  | 1965–66  | Serie A                 | 1965              | Oransoda Cantù                    | 89 – 71           | Ignis Varese            |
| 22  | 1965–66  | Serie A                 | 1966              | Ignis Varese                      | 74 – 60           | Oransoda Cantù          |
| 23  | 1966–67  | Serie A                 | 1966              | Ignis Varese                      | 73 – 70           | Oransoda Cantù          |
| 24  | 1966–67  | Serie A                 | 1967              | Oransoda Cantù                    | 79 – 65           | Ignis Varese            |
| 25  | 1967–68  | Serie A                 | 1967              | Oransoda Cantù                    | 71 – 51           | Ignis Varese            |
| 26  | 1967–68  | Serie A                 | 1968              | Ignis Varese                      | 70 – 80           | Oransoda Cantù          |
| 27  | 1968–69  | Serie A                 | 24 novembre 1968  | Oransoda Cantù                    | 49 – 54           | Ignis Varese            |
| 28  | 1968–69  | Serie A                 | 1969              | Ignis Varese                      | 66 – 54           | Oransoda Cantù          |
| 29  | 1969–70  | Serie A                 | 1969              | Ignis Varese                      | 100 – 75          | A.P. Cantù              |
| 30  | 1969–70  | Serie A                 | 1970              | A.P. Cantù                        | 73 – 80           | Ignis Varese            |
| 31  | 1970–71  | Serie A                 | 1970              | Forst Cantù                       | 51 – 63           | Ignis Varese            |
| 32  | 1970–71  | Serie A                 | 1971              | Ignis Varese                      | 89 – 64           | Forst Cantù             |
| 33  | 1970–71  | Coppa Italia            | 10 aprile 1971    | Ignis Varese                      | 83 – 78           | Forst Cantù             |
| 34  | 1971–72  | Serie A                 | 1971              | Forst Cantù                       | 77 – 86           | Ignis Varese            |
| 35  | 1971–72  | Serie A                 | 1972              | Ignis Varese                      | 83 – 84           | Forst Cantù             |
| 36  | 1971–72  | Coppa Italia            | 31 maggio 1972    | Ignis Varese                      | 88 – 69           | Forst Cantù             |
| 37  | 1972–73  | Serie A                 | 30 dicembre 1972  | Ignis Varese                      | 80 – 69           | Forst Cantù             |
| 38  | 1972–73  | Serie A                 | 1973              | Forst Cantù                       | 71 – 92           | Ignis Varese            |
| 39  | 1972–73  | Coppa Italia            | 10 maggio 1973    | Ignis Varese                      | 92 – 70           | Forst Cantù             |
| 40  | 1973–74  | Serie A                 | 1973              | Forst Cantù                       | 84 – 75           | Ignis Varese            |
| 41  | 1973–74  | Serie A                 | 1974              | Ignis Varese                      | 75 – 69           | Forst Cantù             |
| 42  | 1974–75  | Serie A1                | 1974              | Forst Cantù                       | 69 – 83           | Ignis Varese            |
| 43  | 1974–75  | Serie A1                | 1975              | Ignis Varese                      | 90 – 80           | Forst Cantù             |
| 44  | 1974–75  | poule scudetto          | 1975              | Ignis Varese                      | 83 – 72           | Forst Cantù             |
| 45  | 1974–75  | poule scudetto          | 1975              | Forst Cantù                       | 94 – 71           | Ignis Varese            |
| 46  | 1975–76  | Coppa Intercontinentale | 15 settembre 1975 | Mobilgirgi Varese                 | 87 – 83           | Forst Cantù             |
| 47  | 1975–76  | Serie A1                | 1975              | Forst Cantù                       | 96 – 95 (d.t.s.)  | Mobilgirgi Varese       |
| 48  | 1975–76  | Serie A1                | 1975              | Mobilgirgi Varese                 | 93 – 91           | Forst Cantù             |
| 49  | 1975–76  | Coppa dei Campioni      | 10 marzo 1976     | Mobilgirgi Varese                 | 95 – 85           | Forst Cantù             |
| 50  | 1975–76  | Coppa dei Campioni      | 18 marzo 1976     | Forst Cantù                       | 70 – 78           | Mobilgirgi Varese       |
| 51  | 1975–76  | poule scudetto          | 1976              | Forst Cantù                       | 61 – 77           | Mobilgirgi Varese       |
| 52  | 1975–76  | poule scudetto          | 1976              | Mobilgirgi Varese                 | 107 – 106         | Forst Cantù             |
| 53  | 1976–77  | Serie A1                | 1977              | Mobilgirgi Varese                 | 108 – 93          | Gabetti Cantù           |
| 54  | 1976–77  | Serie A1                | 1978              | Gabetti Cantù                     | 105 – 103         | Mobilgirgi Varese       |
| 55  | 1977–78  | Serie A1                | 1977              | Gabetti Cantù                     | 71 – 73           | Mobilgirgi Varese       |
| 56  | 1977–78  | Serie A1                | 1978              | Mobilgirgi Varese                 | 98 – 85           | Gabetti Cantù           |
| 57  | 1978–79  | Serie A1                | 1978              | Gabetti Cantù                     | 90 – 92           | Emerson Varese          |
| 58  | 1978–79  | Serie A1                | 1979              | Emerson Varese                    | 76 – 83           | Gabetti Cantù           |
| 59  | 1979–80  | Serie A1                | 1979              | Emerson Varese                    | 77 – 71           | Gabetti Cantù           |
| 60  | 1979–80  | Serie A1                | 1980              | Gabetti Cantù                     | 72 – 71           | Emerson Varese          |
| 61  | 1979–80  | Coppa delle Coppe       | 19 marzo 1980     | Emerson Varese                    | 90 – 88 (d.t.s.)  | Gabetti Cantù           |
| 62  | 1980–81  | Serie A1                | 26 ottobre 1980   | Turisanda Varese                  | 89 – 85           | Squibb Cantù            |
| 63  | 1980–81  | Serie A1                | 30 dicembre 1980  | Squibb Cantù                      | 106 – 71          | Turisanda Varese        |
| 64  | 1980–81  | fase a orologio         | 11 febbraio 1981  | Turisanda Varese                  | 63 – 69           | Squibb Cantù            |
| 65  | 1980–81  | Coppa delle Coppe       | 17 febbraio 1981  | Turisanda Varese                  | 84 – 94           | Squibb Cantù            |
| 66  | 1980–81  | Coppa delle Coppe       | 24 febbraio 1981  | Squibb Cantù                      | 78 – 65           | Turisanda Varese        |
| 67  | 1981–82  | Serie A1                | 1 novembre 1981   | Squibb Cantù                      | 107 – 91          | Cagiva Varese           |
| 68  | 1981–82  | Serie A1                | 17 gennaio 1982   | Cagiva Varese                     | 99 – 94           | Squibb Cantù            |
| 69  | 1982–83  | Serie A1                | 26 settembre 1982 | Ford Cantù                        | 66 – 73           | Cagiva Varese           |
| 70  | 1982–83  | Serie A1                | 5 dicembre 1982   | Cagiva Varese                     | 85 – 69           | Ford Cantù              |
| 71  | 1983–84  | Serie A1                | 20 novembre 1983  | Jollycolombani Cantù              | 79 – 73           | Star Varese             |
| 72  | 1983–84  | Serie A1                | 18 marzo 1984     | Star Varese                       | 86 – 91           | Jollycolombani Cantù    |
| 73  | 1984–85  | Serie A1                | 21 ottobre 1984   | Jollycolombani Cantù              | 89 – 88           | Ciao Crem Varese        |
| 74  | 1984–85  | Serie A1                | 20 gennaio 1985   | Ciao Crem Varese                  | 78 – 75           | Jollycolombani Cantù    |
| 75  | 1985–86  | Serie A1                | 10 novembre 1985  | Divarese Varese                   | 92 – 81           | Arexons Cantù           |
| 76  | 1985–86  | Coppa Italia            | 26 dicembre 1985  | Arexons Cantù                     | 93 – 91           | Divarese Varese         |
| 77  | 1985–86  | Coppa Italia            | 2 gennaio 1986    | Divarese Varese                   | 98 – 89           | Arexons Cantù           |
| 78  | 1985–86  | Serie A1                | 9 febbraio 1986   | Arexons Cantù                     | 66 – 64           | Divarese Varese         |
| 79  | 1986–87  | Coppa Italia            | 1986              | Arexons Cantù                     | 109 – 104         | Divarese Varese         |
| 80  | 1986–87  | Serie A1                | 19 ottobre 1986   | Arexons Cantù                     | 82 – 103          | Divarese Varese         |
| 81  | 1986–87  | Serie A1                | 18 gennaio 1987   | Divarese Varese                   | 93 – 85           | Arexons Cantù           |
| 82  | 1987–88  | Serie A1                | 4 ottobre 1987    | Divarese Varese                   | 99 – 82           | Arexons Cantù           |
| 83  | 1987–88  | Serie A1                | 10 gennaio 1988   | Arexons Cantù                     | 92 – 94 (d.t.s.)  | Divarese Varese         |
| 84  | 1987–88  | Coppa Italia            | 11 febbraio 1988  | Divarese Varese                   | 91 – 80           | Arexons Cantù           |
| 85  | 1988–89  | Coppa Italia            | ottobre 1988      | Vismara Cantù                     | 97 – 95           | Divarese Varese         |
| 86  | 1988–89  | Serie A1                | 28 dicembre 1988  | Divarese Varese                   | 82 – 73           | Vismara Cantù           |
| 87  | 1988–89  | Serie A1                | 2 aprile 1989     | Vismara Cantù                     | 86 – 93           | Divarese Varese         |
| 88  | 1989–90  | Serie A1                | 5 novembre 1989   | Vismara Cantù                     | 90 – 93           | Antifurti Ranger Varese |
| 89  | 1989–90  | Serie A1                | 18 febbraio 1990  | Antifurti Ranger Varese           | 96 – 93           | Vismara Cantù           |
| 90  | 1989–90  | play-off                | 12 maggio 1990    | Antifurti Ranger Varese           | 110 – 82          | Vismara Cantù           |
| 91  | 1989–90  | play-off                | 15 maggio 1990    | Vismara Cantù                     | 80 – 90           | Antifurti Ranger Varese |
| 92  | 1990–91  | Serie A1                | 18 novembre 1990  | Shampoo Clear Cantù               | 85 – 95           | Antifurti Ranger Varese |
| 93  | 1990–91  | Serie A1                | 3 marzo 1991      | Antifurti Ranger Varese           | 97 – 84           | Shampoo Clear Cantù     |
| 94  | 1991–92  | Serie A1                | 24 novemobre 1991 | Shampoo Clear Cantù               | 100 – 85          | Antifurti Ranger Varese |
| 95  | 1991–92  | Serie A1                | 8 marzo 1992      | Antifurti Ranger Varese           | 89 – 87           | Shampoo Clear Cantù     |
| 96  | 1996–97  | Serie A1                | 24 novembre 1996  | Cagiva Varese                     | 84 – 79           | Polti Cantù             |
| 97  | 1996–97  | Serie A1                | 9 marzo 1997      | Polti Cantù                       | 81 – 70           | Cagiva Varese           |
| 98  | 1997–98  | Serie A1                | 23 novembre 1997  | Pallacanestro Varese              | 86 – 93           | Polti Cantù             |
| 99  | 1997–98  | Serie A1                | 15 marzo 1998     | Polti Cantù                       | 75 – 71           | Pallacanestro Varese    |
| 100 | 1998–99  | Serie A1                | 4 ottobre 1998    | Pallacanestro Varese              | 79 – 70           | Polti Cantù             |
| 101 | 1998–99  | Serie A1                | 3 gennaio 1999    | Polti Cantù                       | 0 – 20            | Pallacanestro Varese    |
| 102 | 1999–00  | Serie A1                | 19 settembre 1999 | Varese Roosters                   | 83 – 70           | Canturina Servizi Cantù |
| 103 | 1999–00  | Serie A1                | 8 gennaio 2000    | Canturina Servizi Cantù           | 63 – 66           | Varese Roosters         |
| 104 | 2000–01  | Supercoppa italiana     | settembre 2000    | Poliform Cantù                    | 77 – 67           | Roosters Varese         |
| 105 | 2000–01  | Supercoppa italiana     | settembre 2000    | Roosters Varese                   | 102 – 83          | Poliform Cantù          |
| 106 | 2000–01  | Serie A1                | 12 novembre 2000  | Roosters Varese                   | 110 – 96          | Poliform Cantù          |
| 107 | 2000–01  | Serie A1                | 18 febbraio 2001  | Poliform Cantù                    | 81 – 85           | Roosters Varese         |
| 108 | 2001–02  | Serie A                 | 20 ottobre 2001   | Oregon Scientific Cantù           | 83 – 80           | Metis Varese            |
| 109 | 2001–02  | Serie A                 | 9 marzo 2002      | Metis Varese                      | 81 – 87           | Oregon Scientific Cantù |
| 110 | 2002–03  | Serie A                 | 13 ottobre 2002   | Metis Varese                      | 80 – 70           | Oregon Scientific Cantù |
| 111 | 2002–03  | Serie A                 | 16 febbraio 2003  | Oregon Scientific Cantù           | 78 – 73           | Metis Varese            |
| 112 | 2003–04  | Serie A                 | 29 novembre 2003  | Oregon Scientific Cantù           | 60 – 74           | Metis Varese            |
| 113 | 2003–04  | Serie A                 | 10 aprile 2004    | Metis Varese                      | 89 – 92           | Oregon Scientific Cantù |
| 114 | 2004–05  | Serie A                 | 31 ottobre 2004   | Casti Group Varese                | 71 – 106          | Vertical Vision Cantù   |
| 115 | 2004–05  | Serie A                 | 12 marzo 2005     | Vertical Vision Cantù             | 81 – 70           | Casti Group Varese      |
| 116 | 2005–06  | Serie A                 | 26 novembre 2005  | Vertical Vision Cantù             | 76 – 87           | Whirlpool Varese        |
| 117 | 2005–06  | Serie A                 | 7 aprile 2006     | Whirlpool Varese                  | 84 – 69           | Vertical Vision Cantù   |
| 118 | 2006–07  | Serie A                 | 14 gennaio 2007   | Tisettanta Cantù                  | 96 – 100 (d.t.s.) | Whirlpool Varese        |
| 119 | 2006–07  | Serie A                 | 28 aprile 2007    | Whirlpool Varese                  | 80 – 69           | Tisettanta Cantù        |
| 120 | 2007–08  | Serie A                 | 2 dicembre 2007   | Tisettanta Cantù                  | 96 – 83           | Cimberio Varese         |
| 121 | 2007–08  | Serie A                 | 30 marzo 2008     | Cimberio Varese                   | 76 – 83           | Tisettanta Cantù        |
| 122 | 2009–10  | Serie A                 | 9 gennaio 2010    | Cimberio Varese                   | 81 – 66           | NGC Medical Cantù       |
| 123 | 2009–10  | Serie A                 | 1 maggio 2010     | NGC Medical Cantù                 | 83 – 70           | Cimberio Varese         |
| 124 | 2010–11  | Serie A                 | 16 gennaio 2011   | Cimberio Varese                   | 82 – 65           | Bennet Cantù            |
| 125 | 2010–11  | Serie A                 | 15 maggio 2011    | Bennet Cantù                      | 75 – 66           | Cimberio Varese         |
| 126 | 2010–11  | play-off                | 18 maggio 2011    | Bennet Cantù                      | 78 – 53           | Cimberio Varese         |
| 127 | 2010–11  | play-off                | 20 maggio 2011    | Bennet Cantù                      | 67 – 64           | Cimberio Varese         |
| 128 | 2010–11  | play-off                | 22 maggio 2011    | Cimberio Varese                   | 69 – 75           | Bennet Cantù            |
| 129 | 2011-12  | Serie A                 | 30 dicembre 2011  | Cimberio Varese                   | 67 – 83           | Bennet Cantù            |
| 130 | 2011-12  | Serie A                 | 22 aprile 2012    | Bennet Cantù                      | 76 – 66           | Cimberio Varese         |
| 131 | 2012-13  | Serie A                 | 29 ottobre 2012   | Cimberio Varese                   | 77 – 73           | Chebolletta Cantù       |
| 132 | 2012-13  | Serie A                 | 24 febbraio 2013  | Lenovo Cantù                      | 67 – 60           | Cimberio Varese         |
| 133 | 2013-14  | Serie A                 | 15 dicembre 2013  | Cimberio Varese                   | 77 – 82           | Acqua Vitasnella Cantù  |
| 134 | 2013-14  | Serie A                 | 29 marzo 2014     | Acqua Vitasnella Cantù            | 84 – 68           | Cimberio Varese         |
| 135 | 2014-15  | Serie A                 | 12 ottobre 2014   | Openjobmetis Varese               | 93 – 84           | Acqua Vitasnella Cantù  |
| 136 | 2014-15  | Serie A                 | 26 gennaio 2015   | Acqua Vitasnella Cantù            | 91 – 83           | Openjobmetis Varese     |
| 137 | 2015-16  | Serie A                 | 3 gennaio 2016    | Openjobmetis Varese               | 79 – 66           | Acqua Vitasnella Cantù  |
| 138 | 2015-16  | Serie A                 | 4 maggio 2016     | Acqua Vitasnella Cantù            | 89 – 79           | Openjobmetis Varese     |
| 139 | 2016-17  | Serie A                 | 3 dicembre 2016   | Openjobmetis Varese               | 82 – 92           | Red October Cantù       |
| 140 | 2016-17  | Serie A                 | 2 aprile 2017     | Mia-Red October Cantù             | 72 – 85           | Openjobmetis Varese     |
| 141 | 2017-18  | Serie A                 | 16 ottobre 2017   | Openjobmetis Varese               | 95 – 64           | Red October Cantù       |
| 142 | 2017-18  | Serie A                 | 5 febbraio 2018   | Red October Cantù                 | 85 – 89           | Openjobmetis Varese     |
| 143 | 2018-19  | Serie A                 | 25 dicembre 2018  | Openjobmetis Varese               | 89 – 71           | Acqua S.Bernardo Cantù  |
| 144 | 2018-19  | Serie A                 | 20 aprile 2019    | Acqua S.Bernardo Cantù            | 84 – 75           | Openjobmetis Varese     |
| 145 | 2019-20  | Serie A                 | 8 dicembre 2019   | Acqua S.Bernardo-Cinelandia Cantù | 74 – 67           | Openjobmetis Varese     |
| 146 | 2020-21  | Supercoppa italiana     | 4 settembre 2020  | Openjobmetis Varese               | 84 – 77           | Acqua S.Bernardo Cantù  |
| 147 | 2020-21  | Supercoppa italiana     | 7 settembre 2020  | Acqua S.Bernardo Cantù            | 81 – 72           | Openjobmetis Varese     |
| 148 | 2020-21  | Serie A                 | 11 ottobre 2020   | Openjobmetis Varese               | 80 – 90           | Acqua S.Bernardo Cantù  |
| 149 | 2020-21  | Serie A                 | 31 gennaio 2021   | Acqua S.Bernardo Cantù            | 97 – 82           | Openjobmetis Varese     |

### Bilancio complessivo
Statistiche aggiornate al 23 maggio 2023.
| Squadra      | Vittorie totali | Vittorie in casa | Vittorie in trasferta | Vittorie in campo neutro |
| ------------ | --------------- | ---------------- | --------------------- | ------------------------ |
| Pall. Varese | 89              | 55               | 30                    | 4                        |
| Pall. Cantù  | 60              | 43               | 17                    | 0                        |

## Statistiche
Dati aggiornati al 26 maggio 2023.
|                         | Gare | Vittorie Varese | Vittorie Cantù |
| Campionati italiani     | 122  | 73              | 49             |
| Play-off                | 9    | 5               | 4              |
| Totale - Campionato     | 131  | 78              | 53             |
| Coppa Italia            | 8    | 5               | 3              |
| Supercoppa italiana     | 4    | 2               | 2              |
| Coppa dei Campioni      | 2    | 2               | 0              |
| Coppa delle Coppe       | 3    | 1               | 2              |
| Coppa Intercontinentale | 1    | 1               | 0              |
| Totale assoluto         | 149  | 89              | 60             |

### Giocatori

#### Marcatori
Di seguito è riportato l'elenco dei principali marcatori in gare ufficiali.
| Posizione | Nome                 | Squadra      | Punti |
| --------- | -------------------- | ------------ | ----- |
| 1         | Bob Morse            | Pall. Varese |       |
| 2         | Antonello Riva       | Pall. Cantù  |       |
| 3         | Francesco Vescovi    | Pall. Varese |       |
| 4         | Gianmarco Pozzecco   | Pall. Varese | 231   |
| 5         | Corny Thompson       | Pall. Varese |       |
| 6         | Pace Mannion         | Pall. Cantù  | 194   |
| 7         | Nicolás Mazzarino    | Pall. Cantù  | 181   |
| 8         | Pierluigi Marzorati  | Pall. Cantù  |       |
| 9         | Maarty Leunen        | Pall. Cantù  | 159   |
| 10        | Beppe Bosa           | Pall. Cantù  |       |
| 11        | Fabrizio Della Fiori | Pall. Cantù  |       |
| 12        | Carlo Recalcati      | Pall. Cantù  |       |
| 14        | Tonino Zorzi         | Pall. Varese |       |
| 15        | Giovanni Gavagnin    | Pall. Varese |       |

#### Presenze
Di seguito è riportato l'elenco dei principali giocatori con più presenze in gare ufficiali.
| Posizione | Nome                | Squadra      | Presenze |
| --------- | ------------------- | ------------ | -------- |
| 1         | Pierluigi Marzorati | Pall. Cantù  |          |
| 2         | Francesco Vescovi   | Pall. Varese |          |
| 3         | Antonello Riva      | Pall. Cantù  |          |
| 4         | Dino Meneghin       | Pall. Varese |          |
| 5         | Beppe Bosa          | Pall. Cantù  |          |
| 6         | Aldo Ossola         | Pall. Varese |          |
| 7         | Bob Morse           | Pall. Varese |          |
| 8         | Maarty Leunen       | Pall. Cantù  | 17       |
| 9         | Alberto Rossini     | Pall. Cantù  | 16       |
| 9         | Nicolás Mazzarino   | Pall. Cantù  | 16       |
| 11        | Angelo Gilardi      | Pall. Cantù  |          |
| 12        | Andrea Meneghin     | Pall. Varese | 13       |
| 12        | Alessandro De Pol   | Pall. Varese | 13       |
| 14        | Stefano Rusconi     | Pall. Varese |          |
| 15        | Giacomo Galanda     | Pall. Varese | 12       |

### Allenatori
Di seguito è riportato l'elenco dei principali allenatori con più presenze nelle gare ufficiali.
| Posizione | Nome               | Squadra                             | Presenze |
| --------- | ------------------ | ----------------------------------- | -------- |
| 1         | Arnaldo Taurisano  | Pall. Cantù                         | 30       |
| 1         | Carlo Recalcati    | Pall. Cantù (20), Pall. Varese (10) | 30       |
| 3         | Stefano Sacripanti | Pall. Cantù                         | 17       |
| 4         | Sandro Gamba       | Pall. Varese                        | 15       |
| 5         | Vittorio Tracuzzi  | Pall. Varese (10), Pall. Cantù (4)  | 14       |
| 6         | Valerio Bianchini  | Pall. Cantù (10), Pall. Varese (3)  | 13       |
| 7         | Enrico Garbosi     | Pall. Varese                        | 12       |
| 7         | Gianni Corsolini   | Pall. Cantù                         | 12       |
| 7         | Aza Nikolić        | Pall. Varese                        | 12       |
| 10        | Andrea Trinchieri  | Pall. Cantù                         | 11       |
| 11        | Joe Isaac          | Pall. Varese                        | 9        |
| 11        | Attilio Caja       | Pall. Varese                        | 9        |

### Record
Dati inerenti agli incontri ufficiali, aggiornati al 28 maggio 2023.
- Vittoria con il maggior scarto a favore di Cantù: Squibb Cantù-Turisanda Varese 106–71 (1980-1981); Casti Group Varese-Vertical Vision Cantù 71–106 (2004-2005).
- Vittoria con il maggior scarto a favore di Varese: Openjobmetis Varese-Red October Cantù 95–64 (2017-2018).
- Partita con più punti: Mobilgirgi Varese-Forst Cantù 107–106 (1975-1976).
- Miglior vittoria di Cantù fuori casa: Casti Group Varese-Vertical Vision Cantù 71–106 (2004-2005).
- Miglior vittoria di Varese fuori casa: Levissima Cantù-Ignis Varese 70–100 (1962-1963).
- Maggior numero di vittorie consecutive di Cantù, 6, dal 15 maggio 2011 al 22 aprile 2012.
- Maggior numero di vittorie consecutive di Varese, 8, dal 24 novembre 1968 al 1971 o dal 28 dicembre 1988 al 3 marzo 1991.
- Miglior marcatore in un singolo incontro:  Bob Morse (Varese), 44 punti, nel 1974.